# Tertiærfarve
Tertiærfarver er en af primærfarverne blandet med en af sekundærfarverne.
Hovedparten af en farvecirkel består af tertiærfarver. Under tertiærfarverne hører der seks farver til. De seks farver er: Rødorange, gulorange, rødviolet, 
blågrøn, gulgrøn og blåviolet.
| Artikelstump | Spire Denne artikel om en farve er en spire som bør udbygges. Du er velkommen til at hjælpe Wikipedia ved at udvide den. |